# Georges Christiaens
Georges Christiaens (Courtrai, 30 de junio de 1910 – Oudenaarde, 13 de enero de 1986) es un ciclista belga, que fue profesional entre 1932 y 1940. 
En su palmarés destaca la general al Tour norteño, dos etapas a la Vuelta en Suiza, ambas en 1937 y una segunda posición en el Tour de Flandes de 1940.

## Palmarés
1932
- 1º en el Gran Premio de Fourmies
- 1º en el Gran Premio de Cambrai

1933
- 1º en la París-Boulogne sur Mero

1935
- 1º en la París-Arrás
- 1º en el Tour norteño y vencedor de una etapa
- Vencedor de una etapa en el Tour del Oeste

1936
- Vencedor de una etapa al Tour del Oeste

1937
- Vencedor de 2 etapas a la Vuelta en Suiza
- Vencedor de una etapa a la Vuelta en Bélgica

1939
- 1º en el Circuito del Puerto de Dunkerque
- 1º en la Tourcoing-Dunkerque-Tourcoing

### Resultados al Giro de Italia
- 1938. 13º de la clasificación general